# 费利克斯·克莱因
费利克斯·克里斯蒂安·克莱因（德語： /klaɪn/，1849年4月25日—1925年6月22日），德国数学家、数学教育家与数学史家，因其在群论、複分析、非欧几何以及几何与群论关联方面的研究而闻名。他于1872年提出的爱尔兰根纲领依据基本对称群对几何学进行分类，是对当时多个数学分支的一个综合导向，影响深远。
在哥廷根大学任职期间，克莱因通过开设新课程、设立教授职位和研究所，将这所大学打造为数学与科学研究的中心。他的研讨会涵盖了当时已知的数学领域及其应用。克莱因还为数学教育殚精竭虑，并推动德国及海外各级教育的数学改革。

## 生平
1849年4月25日，费利克斯出生于杜塞尔多夫。父母均为普鲁士人：父亲卡斯帕·克莱因（Caspar Klein, 1809–1889），是一名派驻莱茵省的普鲁士政府官员秘书；母亲本名为索菲·艾丽瑟·凯瑟（Sophie Elise Kayser, 1819–1890）。姓氏克莱因（Klein），在德语中意为“小”，克里斯蒂安（Christian）是聖名，费利克斯（Felix）则源于拉丁文，意为“幸运儿”。
在杜塞尔多夫当地的文理中学毕业後，克莱因于1865–1866年间进入波恩大学，攻读数学和物理，其原目标是成为物理学家。他的老师尤利乌斯·普吕克本来是波恩大学的数学与实验物理教授。但当克莱因1866年来当他的助手时，普吕克的研究兴趣已主要转向几何学。1868年，在普吕克的指导下，克莱因获得博士学位。
1868年，普吕克逝世，留下一本关于线式几何的未完成遗著《新式空间几何》（Neue Geometrie des Raumes）。当时看来，克莱因是完成此作第二部分的最佳人选。为此，克莱因次年去拜访了转到哥廷根大学任教的阿尔弗雷德·克莱布什，还游历了柏林和巴黎。1870年7月，普法战争爆发初期，尚在巴黎的他不得不离法；战争期间，他曾在普鲁士皇家陆军短暂担任医疗勤务员，随后于1871年初被任命为哥廷根大学编外讲师。
1872年，年仅23岁的克莱因被埃朗根大学聘为教授，此事由克莱布什支持促成——克莱布什认为，克莱因有望成为同时代最杰出的数学家。克莱因无意留在学生寥寥的埃朗根，直至1875年，获得慕尼黑工业大学教授职位一事使他颇为欣喜。在慕尼黑，克莱因和亚历山大·冯·布里尔（Alexander von Brill）一起为众多优秀学生讲授高阶课程，这些学生包括阿道夫·赫維茲、瓦尔特·冯·戴克、卡尔·罗恩、卡爾·龍格、马克斯·普朗克、路易吉·比安基和格雷戈里奥·里奇-库尔巴斯托罗等。
1875年，克莱因与哲学家格奥尔格·黑格尔之孙女安妮·黑格尔结婚。
在慕工大任教五年后，克莱因被任命为莱比锡大学几何学主任。其同事包括冯·戴克、罗恩、爱德华·施图迪和弗里德里希·恩格尔。1880至1886年在莱比锡的岁月彻底改变了克莱因的人生。1882年，他的健康状况恶化，此后两年一直与抑郁症抗争。 尽管如此，他的研究并未中断，其关于超橢圓西格玛函数的开创性研究，正是此时的成果。

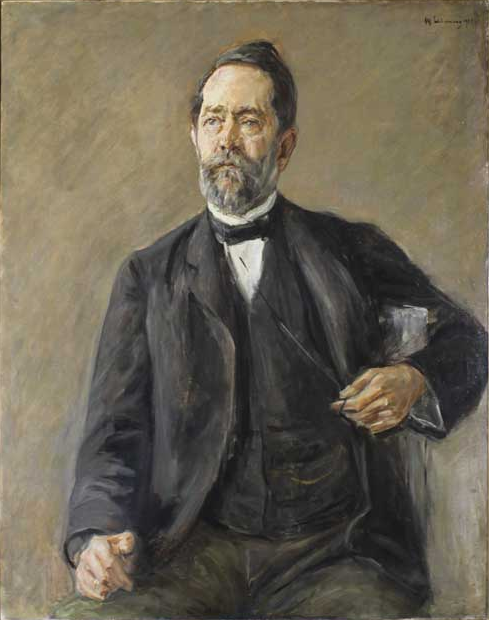
1912年的克莱因画像，马克斯·利伯曼作

1886年，克莱因获得哥廷根大学教授职位。此后直至1913年退休，他致力于将哥廷根重新确立为全球数学研究之中心。其间，他教授多类课程，主要聚焦于数学与物理学的交叉领域，尤其是力学与位势论。克莱因在哥廷根建立的研究机构成为全球同类顶尖研究机构的典范。他引入每周讨论会，并创设数学阅览室与图书馆。
在克莱因的主导下，《德国数学年刊（Mathematische Annalen）》成长为全球最优秀的数学期刊之一。该期刊由克莱布什创办，在克莱因的管理下不断发展，最终超越了柏林大学的《克雷尔杂志》。克莱因组建了一支小型编辑团队，定期召开会议并以民主方式决策。该期刊最初专注于複分析、代数几何与不變量理論，后来也为实变函数论及新兴的群论提供了重要发表平台。
1892年，曼彻斯特文学与哲学学会（Manchester Literary and Philosophical Society）授予克莱因荣誉会员称号 ；1893年，倫敦數學學會向其颁发德摩根奖章。
1893年，克莱因在芝加哥世界哥伦布博览会的国际数学家大会上担任主要发言人。 部分得益于克莱因的努力，哥廷根大学于1893年开始招收女学生。克莱因亦曾指导英国学生格蕾丝·奇斯霍姆·杨（Grace Chisholm Young）（阿瑟·凱萊的学生）完成哥廷根大学历史上首篇由女性撰写的数学博士论文。1897年，克莱因当选荷蘭皇家藝術與科學學院外籍院士。
1895年，克莱因从柯尼斯堡大学招募大卫·希尔伯特。这一任命意义重大——希尔伯特持续巩固着哥廷根在数学领域的主导地位，直至其1932年退休。1915年，克莱因与希尔伯特共同邀请埃米·诺特加入哥廷根大学，她在此向爱因斯坦介绍了群论以及对称性与守恒原理的关联。
约1900年起，克莱因开始关注数学教育。1905年，他参与制定了一项教育计划，建议中学阶段开设解析几何、微积分学基础及函数概念课程。 这一建议在全球多国逐步得到落实。
1908年，在罗马举行的第四届国际数学家大会上，他当选为国际数学教育委员会（International Commission on Mathematical Instruction）首任主席 。在其领导下，委员会的德国分部出版了多部关于德国各级数学教育的专著。1885年，他当选英国皇家学会会员，并于1912年获颁科普利獎章。次年，他因健康原因退休，但仍在家中继续教授数学。
1914年，克莱因与其余92位德国科学家、学者等一同发布《九三宣言》，旨在支持德国入侵比利时。
1925年，克莱因在哥廷根逝世，享年76岁。

## 学术成果
博士论文中，克莱因聚焦于线几何及其在力学中的应用，利用魏尔斯特拉斯初等因子理论对二次线丛进行了分类。
克莱因最早的重要数学发现是在1870年，他与索菲斯·李合作，揭示了库默尔曲面上渐近线的基本性质。二人随后研究了W曲线。正是李将群的概念引入克莱因的研究，这一概念在其后期工作中发挥了重要作用。克莱因亦从卡米耶·若尔当那里接触到了群论的相关知识。

用两条莫比乌斯带构建克莱因瓶的动画

1882年，克莱因设计了以其名字命名的“克莱因瓶”，这是一种单侧闭曲面，无法嵌入三维欧几里得空间，但可通过将圆柱自身回绕、使其一端从“内部”与另一端连接的方式组成。它能够嵌入四维及以上的欧几里得空间。克莱因瓶的概念源于对三维莫比乌斯带的拓展，其构造方法之一是将两个莫比乌斯带的边缘粘合。
19世纪90年代起，克莱因更深入地研究数学物理，与阿諾·索末菲共同撰写了关于陀螺儀的著作。 1894年，他提出编纂一部涵盖数学及其应用的百科全书的构想，这一计划最终发展为《数学科学百科全书》。该项目延续至1935年，为学界提供了具有持久价值的重要标准参考著作。

### 複分析
克莱因将自己关于複分析的研究视为其对数学的主要贡献，具体体现在以下领域：
1. 黎曼某些思想与不变量理论的关联；
2. 数论与抽象代数；
3. 群论；
4. 三维以上几何与微分方程。

克莱因指出，模群通过移动复平面的基本区域实现对平面的密鋪。1879年，他研究了被视为模群像的PSL(2,7)的作用，得到一个如今叫做“克莱因四次曲面（Klein quartic）”的黎曼曲面的显式表示。克莱因证实，这是射影空间中的一条复曲线，其方程为 {\displaystyle x^{3}y+y^{3}z+z^{3}x=0} ，且其对称群为168阶的PSL(2,7)群。他的著作《论黎曼的代数函数及其积分理论》（1882年）以几何方法处理复分析，将位势论与保角映射联系起来，这一工作借鉴了流体动力学的概念。
克莱因关注四次以上方程，尤其致力于通过超越方法求解五次一般方程。基于夏爾·埃爾米特与利奥波德·克罗内克的方法，他取得了与布里奥斯奇相似的结果，并最终借助二十面体群彻底解决了这一问题。这些成果让他得以撰写一系列关于椭圆模函数的论文。
克莱因与罗伯特·弗里克（Robert Fricke）耗时约20年合著的四卷本专著，系统总结了他关于自守函数与椭圆模函数的研究。

## 思想与教育

克莱因（左图）和庞加莱（右图）分别提出的非欧几何模型

在1884年关于正二十面體的著作中，克莱因建立了自守函数（Automorphic function）理论，将代数与几何相联结。庞加莱已于1881年发表其自守函数理论的概要，这引发了二人之间友好的学术竞争。他们都试图提出并证明一个宏大的单值化定理，以更全面地确立这一新理论。克莱因成功构建了这样的定理，并阐述了证明的策略。他的证明构思于1882年3月23日凌晨2点30分的一次哮喘发作期间。
克莱因自从在与法国数学家亨利·庞加莱的竞争中累倒后，就逐渐将工作侧重点转移到数学教育和学校建设上来。他把许多一流人才都吸引到哥廷根大学来，定期举办名家云集的高水平研讨会，延续了高斯、黎曼时代“哥廷根学派”在科学领域的辉煌。世界数学中心没有因为庞加莱的迅速崛起而被法国重新抢去。与由自己招到哥廷根任职的学生大卫·希尔伯特不同，克莱因认为应用数学与理论数学应该并重地发展，在哥廷根大学一度被边缘化的应用科学家如西奥多·冯·卡门等人都曾受到克莱因的积极鼓励。
克莱因认为中学教师应该多接触高等数学，以保证培养出来的学生的知识面不会出现断层；并认为当时出现的中学教师不关心高等数学发展的风气并不可取。为中学教师普及高等数学的思想就是他创作《高观点下的初等数学（Elementary Mathematics from a Higher Standpoint）》的初衷。其次，克莱因认为精确数学和近似数学应该并重，不应该因为近似数学听起来不够完美化而忽视它的重要性，更不能对发展应用类的数学加以贬低。为此，他在《高观点下的初等数学》丛书中专门花了1册书的篇幅讨论近似数学。而且在第3册里提及当时新出现的电影技术时，他曾设想现实世界所发生的一切有可能和电影画面一样是由一个个不连续的片段所组成的。值得注意的是，这本书问世的时候，马克斯·普朗克已经提出了量子化假说。
克莱因的另一名作《数学在19世纪的发展》（德語：Vorlesungen über die Entwicklung der Mathematik im 19）是后人研究19世纪数学思潮发展的重要著作之一。

## 个人生活
大卫·希尔伯特自称与克莱因保持着“完全的信赖和共同的兴趣”，但是希尔伯特对克莱因晚年关心的技术发展、中小学教育、行政管理等许多杂事兴趣不大。
克莱因的女儿索菲（Sophie Klein）嫁给了法学家埃伯哈德·哈格曼（Eberhard Hagemann），后者曾担任汉诺威省省长及韦尔登地方法院院长。

### 轶闻
- 哥廷根大学的学生们喜欢讲这样一个取材自理发师悖论的逻辑学笑话：在哥廷根有两类数学家，一类数学家做他们自己要做但不是克莱因要他们做的事，另一类数学家则做克莱因要做但不是他们自己要做的事。克莱因既不属于前一类，也不属于后一类，因此克莱因不是数学家。[20]

## 影响与纪念
为纪念克莱因的贡献，歐洲數學學會与弗劳恩霍夫工业数学研究所（Fraunhofer ITWM，位于凯撒斯劳滕）联合颁发“费利克斯·克莱因奖”；国际数学教育委员会则颁发“费利克斯·克莱因奖章”，以表彰取得数学教育终身成就的人。
此外，多所机构与建筑以克莱因的名字命名：弗利克斯·克莱因数学中心（Fraunhofer ITWM与凯撒斯劳滕工业大学数学系的合作机构）、哥廷根的弗利克斯·克莱因文理中学、杜塞尔多夫的海因里希·海涅大学内的弗利克斯·克莱因讲堂，以及莱比锡大学的弗利克斯·克莱因讲堂。
2000年，小行星12045以其姓氏命名。

## 著作
- 费利克斯·克莱因.  [数学在19世纪的发展]. 数学翻译丛书 第1卷. 齐民友 (翻译) 中译本第1版. 高等教育出版社. 2010. ISBN 9787040288865 （中文（中国大陆））.

- 《高观点下的初等数学》共3卷：
  - 费利克斯·克莱因.  [高观点下的初等数学：几何] 第2卷. 美国纽约: 多福出版社. 2004. ISBN 0-486-43481-8 （英语）.
    - 费利克斯·克莱因.  [高观点下的初等数学]. 西方数学文化理念传播译丛. 第2卷“几何” 中文版第1版. 复旦大学出版社 （中文（中国大陆））.
    - 费利克斯·克莱因.  [高观点下的初等数学]. 西方数学文化理念传播译丛. 第3卷“精确数学与近似数学”. 吴大任 (汉译者); 陈[受鸟] (汉译者, 其中“受鸟”是一个合字); 1991年第1版. 复旦大学出版社. 2008年9月. ISBN 978-7-309-05982-3.

### 引用
1. ↑  Template:Cite Dictionary.com
2. ↑  Snyder, Virgil. . Bulletin of the American Mathematical Society. 1922, 28 (3): 125–129  [2018-11-22]. （原始内容存档于2020-06-05） （英语）.
3. ↑  Rüdiger Thiele. . 2011: 195. ISBN 978-3-937219-47-9 （德语）.
4. ↑  Halsted, George Bruce. . The American Mathematical Monthly. 1894, 1 (12): 416–420. JSTOR 2969034. doi:10.2307/2969034 （英语）.
5. ↑  Ivor Grattan-Guinness (编). . Elsevier. 2005: 546. ISBN 978-0-08-045744-4.
6. ↑  Chislenko, Eugene; Tschinkel, Yuri. "The Felix Klein Protocols", Notices of the American Mathematical Society, August 2007, Volume 54, Number 8, pp. 960–970.
7. ↑  Reid, Constance. . New York: Springer-Verlag. 1996: 19. ISBN 9781461207399 （英语）.
8. ↑  Memoirs and proceedings of the Manchester Literary & Philosophical Society FOURTH SERIES  Eighth  VOLUME   1894
9. ↑  Case, Bettye Anne (编). . . American Mathematical Society. 1996: 64. ISBN 9780821804650.
10. ↑  . Royal Netherlands Academy of Arts and Sciences.   [22 July 2015].
11. ↑  Phillips, Lee. . Public Affairs. 2024. ISBN 978-1541702950.
12. ↑  Gary McCulloch; David Crook (编). . Routledge. 2013: 373. ISBN 978-1-317-85358-9.
13. ↑  Alexander Karp; Gert Schubring (编). . Springer Science & Business Media. 2014: 499–500. ISBN 978-1-4614-9155-2.
14. ↑  Alexander Karp; Gert Schubring (编). . Springer Science & Business Media. 2014: 503. ISBN 978-1-4614-9155-2.
15. ↑  約翰·J·奧康納; 埃德蒙·F·羅伯遜, ,  （英语）
16. ↑  Numberphile, , 22 June 2015  [26 April 2017], （原始内容存档于11 December 2021）
17. ↑  Werner Burau and Bruno Schoeneberg "Klein, Christian Felix." Complete Dictionary of Scientific Biography. 2008. Retrieved 4 December 2014 from Encyclopedia.com: http://www.encyclopedia.com/doc/1G2-2830902326.html
18. ↑  Ivor Grattan-Guinness (2009) Routes of Learning: Highways, Pathways, Byways in the History of Mathematics, pp 44, 45, 90,  Johns Hopkins University Press, ISBN 0-8018-9248-1
19. ↑  Abikoff, William. . The American Mathematical Monthly. 1981, 88 (8): 574–592. ISSN 0002-9890. JSTOR 2320507. doi:10.2307/2320507.
20. 1 2  见Reid 1996，第100頁 (位于第11章“新世纪”)。

### 补充来源
- Constance Reid.  [希尔伯特：数学世界的亚历山大]. 世纪人文系列丛书 中译本第1版 (翻译自英文1996年版). 上海钦州南路71号: 上海科学技术出版社. 2006. ISBN 7-5323-8380-6 （中文（中国大陆））.

### 延伸阅读
- David Mumford, Carol Series, David Wright.  [因陀罗的珍珠：费利克斯·克莱因的眼界]. 剑桥大学出版社. 2002年5月  [2005-10-17]. （原始内容存档于2020-11-21） （英语）.